# 적상산
적상산(赤裳山)은 전북특별자치도 무주군 적상면에 위치한 산이며, 덕유산국립공원 지역에 속한다. 중생대 백악기 무주 분지의 퇴적암 지층 적상산층군에 속하는 붉은색 바위지대가 마치 산이 붉은 치마를 입은 것 같다 하여 적상이라는 이름이 생겨났다. 
산에는 장군바위. 장도바위등 자연적 명소와 안국사. 적상산성이 있고 해발 800m 지대에는 산정호수인 적상호가 있는데, 양수발전소에 이용할 물을 저장하기 위해 만든 인공호이다. 

## 방송 송신 시설
| 디지털TV  |              |          |                     |      |                        |
| 가상채널  | 방송국명     | 호출부호 | 물리채널            | 출력 | 가시청권               |
| CH 7-1    | KBS전주 DTV2 | HLAS-DTV | CH 51               | 90w  | 적상면, 설천면, 무주읍 |
| CH 9-1    | KBS전주 DTV1 | HLKF-DTV | CH 36               | 90w  | 적상면, 설천면, 무주읍 |
| 10-1      | EBS 1TV      | HLQL-DTV | 38                  | 90w  | 적상면, 설천면, 무주읍 |
| 10-2      | EBS 2TV      | HLQL-DTV | 38                  | 90w  | 적상면, 설천면, 무주읍 |
| 11-1      | 전주MBC DTV  | HLCX-DTV | 21                  | 90w  | 적상면, 설천면, 무주읍 |
| 지상파DMB |              |          |                     |      |                        |
| 앙상블명  | 방송국명     | 호출부호 | 채널(주파수)        | 출력 | 가시청권               |
| U-KBS     | KBS STAR     | -        | CH 12B (207.008MHz) | 2㎾  | 적상면, 설천면, 무주읍 |
| U-KBS     | HD KBS STAR  | -        | CH 12B (207.008MHz) | 2㎾  | 적상면, 설천면, 무주읍 |
| U-KBS     | KBS HEART    | -        | CH 12B (207.008MHz) | 2㎾  | 적상면, 설천면, 무주읍 |
| U-KBS     | KBS MUSIC    | -        | CH 12B (207.008MHz) | 2㎾  | 적상면, 설천면, 무주읍 |

## 같이 보기
- 무주 적상산성 - 사적 제146호